# Ryan Johnson (jamajski piłkarz)
Ryan Johnson (ur. 26 listopada 1984 w Kingston) – jamajski piłkarz występujący na pozycji pomocnika lub napastnika.

## Życiorys
Johnson urodził się na Jamajce, ale jako niemowlak przeprowadził się z rodziną do amerykańskiego Bostonu.

### Kariera klubowa
Karierę rozpoczął w 1999 roku w zespole Melsrose Red Raiders ze szkoły średniej Melrose High School (Massachusetts). W tym czasie, w 2002 roku był również graczem ekipy Cape Cod Crusaders z USL Premier Development League. W 2002 roku został także studentem uczelni Uniwersytet Stanu Oregon, gdzie kontynuował karierę w drużynie Oregon State Beavers. W 2005 roku występował w Boulder Rapids Reserve z USL Premier Development League.
W 2006 roku poprzez MLS SuperDraft Johnson trafił do Realu Salt Lake z MLS. W tych rozgrywkach zadebiutował 3 kwietnia 2006 w przegranym 0:3 pojedynku z Chivas USA. W barwach Realu rozegrał 7 spotkań, a w lipcu 2006 roku odszedł do Chicago Fire, również z MLS. Pierwszy ligowy mecz zaliczył tam 17 sierpnia 2006 przeciwko Kansas City Wizards (3:0). Barwy Chicago reprezentował do końca sezonu 2006.
W 2007 roku Johnson został graczem szwedzkiego klubu Östers IF z Superettan. Spędził tam jeden sezon. W tym samym roku powrócił do Stanów Zjednoczonych, gdzie rozpoczął grę dla futsalowego New Jersey Ironmen. W 2008 roku podpisał kontrakt z San Jose Earthquakes (MLS). Zadebiutował tam 4 kwietnia 2008 w przegranym 0:2 spotkaniu z Los Angeles Galaxy. 11 maja 2008 w przegranym 2:3 pojedynku z Columbus Crew strzelił pierwszego gola w MLS. W 2014 przeszedł do Henan Jianye.
Następnie był zawodnikiem Seoul E-Land FC i Rayo OKC.

### Kariera reprezentacyjna
W reprezentacji Jamajki Johnson zadebiutował 12 kwietnia 2006 w zremisowanym 1:1 towarzyskim meczu z Nikaraguą. 11 lutego 2010 w przegranym 1:3 towarzyskim spotkaniu z Argentyną strzelił pierwszego gola w drużynie narodowej.